# القزعة (بني سعد)

تعديل مصدري - تعديل

القزعة هي إحدى قرى عزلة بني قراط بمديرية بني سعد التابعة لمحافظة المحويت، بلغ تعداد سكانها 131 نسمة حسب تعداد اليمن لعام 2004.